# インテュイティヴ・サージカル
インテュイティブ・サージカル（Intuitive Surgical, Inc.、NASDAQ: ISRG）は、アメリカ合衆国カリフォルニア州のサニーベールに本社を置く手術ロボット製造会社。外科手術システム「da Vinci」で知られる。

## 製品
- ダ・ヴィンチ外科手術システム

ダビンチＳＰサージカルシステム
- 2023年に販売予定。４本あった手術用アームを１本に減らしたのが特徴。患者への負担を軽くし、体の奥や狭い場所でも治療できる。例えば口や肛門から挿入してがんを切除する。幅広い手術に対応できるよう承認取得の準備を進めて、日本国内での利用拡大を目指す。
- アームにつながる直径２・５センチメートルの細長い筒に内視鏡と治療器具３本を格納した。医師が少し離れた場所からこれらの器具を遠隔操作し、最大２４センチメートル先まで伸ばして体の奥深くを手術する。前立腺や腎臓などのがん手術の際は、腹部に開ける穴の個数を従来の４～５カ所から１カ所に減らせる[3]。